# Myrmecodaptria
Myrmecodaptria (betekent 'miereneter' in het Grieks) is een geslacht van uitgestorven scleroglosside hagedissen van de Djadochtaformatie uit het Laat-Krijt van Ukhaa Tolgod in Mongolië. 

## Naamgeving
De type- en de enige soort Myrmecodaptria microphagosa (microphagosa betekent 'kleine zaken etend' in het Grieks) werd in 2000 benoemd door de paleontologen Gao Keqin en Mark Norell. 
Myrmecodaptria is bekend van een enkele holotype-schedel en onderkaken, specimen IGM 3/95 (MAE 271/93-65) gevonden bij Daus in een laag uit het Campanien.

## Beschrijving
Myrmecodaptria onderscheidt zich van alle andere hagedissen door zijn extreem langwerpige schedel. De ogen zijn dicht bij de snuit geplaatst, die kort en rond is. De bovenkant van de schedel is bedekt met benige bulten die osteodermen worden genoemd. Het wandbeen aan de achterkant van de schedel is langwerpig en ongeveer even lang als de voorhoofdsbeenderen, die meestal de langste botten zijn langs de bovenkant van de schedel bij hagedissen. Het os squamosum aan de achterkant van de schedel reikt naar voren om verbinding te maken met het jukbeen achter het oog en vormt een dunne boog tussen de onderste slaapvensters. Myrmecodaptria heeft ook minder en verder uit elkaar geplaatste tanden in zijn kaken dan de meeste andere hagedissen.

## Fylogenie
Toen Myrmecodaptria voor het eerst werd beschreven in 2000, werd aangenomen dat het lid was van de Gekkota, de groep die de moderne gekko's en pygopodiden (pootloze hagedissen) omvat. Kenmerken die Myrmecodaptria gemeen heeft met de Gekkota zijn onder meer versmolten voorhoofdsbeenderen die een buis vormen in de schedel en de afwezigheid van een postorbitaal bot. Myrmecodaptria heeft echter veel kenmerken die niet worden gevonden bij Gekkota, zoals de aanwezigheid van een klein gaatje aan de bovenkant van de schedel, het pariëtale foramen genaamd, een dik jukbeen dat een volledige postorbitale staaf vormt achter de oogkas, en een volledig bovenste temporale boog die een paar gaten aan de bovenkant van de schedel afsluit, de bovenste slaapvensters. 
De eerste studie waarin Myrmecodaptria in een fylogenetische analyse werd opgenomen, werd in 2006 gepubliceerd en vond geen ondersteuning voor de hypothese dat Myrmecodaptria een lid van de Gekkota is. In plaats daarvan bleek Myrmecodaptria nauwer verwant te zijn aan de groep hagedissen genaamd Autarchoglossa, een grote clade of evolutionaire groep die skinken, anguimorfen en slangen omvat. De zogenaamde Gekkota-kenmerken die bij Myrmecodaptria worden gezien, kunnen in plaats daarvan kenmerkend zijn voor de vroegste leden van Scleroglossa, die zich splitsen in Gekkota en Autarchoglossa. Myrmecodaptria maakt deel uit van de scleroglosside lijn die leidt tot Autarchoglossa, waardoor het een stam-Autarchoglossa wordt. Myrmecodaptria werd opnieuw opgenomen in een fylogenetische analyse, gepubliceerd door Jack Lee Conrad in 2008, die het in de uitgestorven groep Bainguidae plaatste. Bainguidae werd in de analyse gepositioneerd aan de stam van Autarchoglossa (binnen een grotere clade genaamd Evansauria), maar deze verwantschap had slechts een zwakke ondersteuning. Het bekendste lid Bainguis van Banguidae, kan in plaats daarvan een nauwere verwant zijn van moderne anguïden of lacertoïden, in welk geval de Bainguidae geen geldige groepering zouden zijn.
Een grote fylogenetische analyse gepubliceerd in 2012, die resulteerde in een heel andere hypothese voor de evolutionaire verwantschappen van hagedissen dan die van eerdere analyses, vond dat Myrmecodaptria nauw verwant was aan het geslacht Carusia, dat ook uit het Laat-Krijt van Mongolië komt. In de analyse van Conrad uit 2008 was Carusia diep genesteld in Autarchoglossa als een naaste verwant van het moderne geslacht Xenosaurus. Uit de analyse van 2012 bleek in plaats daarvan dat Myrmecodaptria en Carusia naaste verwanten waren van de familie Scincidae, waaronder moderne skinken. Beide geslachten werden geplaatst in de familie Carusiidae. Hoewel een nauwe verwantschap met scinciden slechts zwak werd ondersteund, werd de groepering van Myrmecodaptria en Carusia als zustertaxa sterk ondersteund door negen gedeelde kenmerken, waaronder versmolten voorhoofdsbeenderen (die volgens de analyse onafhankelijk evolueerden bij Gekkota en Carusiidae).